# 显微硬度
显微硬度是一种硬度测量方法。测量方法是用四棱锥形的金刚石压头以一定压力压入样品，然后用显微镜测量其凹坑对角线长度，故称“显微硬度”

## 计算
显微硬度又分为维氏（Vickers）（130°的金刚石四棱锥）显微硬度 和 努普（Knoop）显微硬度（170°30′和130°的金刚石四棱锥）
维氏硬度（HV）的计算：HV=18.18*P/d（Mpa； P为荷重，单位kg；d为凹坑对角线长度，单位mm）
努普硬度（HK）的计算：　HK=139.54·P/L2（Mpa； P为荷重，单位kg；d为凹坑对角线长度，单位mm）
兆帕（MPa）是新的显微硬度计量单位，而kg/mm2是以前的硬度计算单位。换算公式：1kg/mm2=9.80665Mpa
一般的，美国采用努普硬度，中国和欧洲多用维氏硬度，

## 常见物质显微硬度表
| 物质名称 | 莫氏硬度 金刚石 10 鑽石 10 黃玉 4 方解石 3 | - | - | - |  |